# Klemm Kl 105
Le Klemm Kl 105 était un avion civil de sport et de tourisme fabriqué par la Leichtflugzeugbau Klemm GmbH.
Le Klemm Kl 105 a été conçu par Hanns Klemm et Carl Bucher (de) à la fin de 1937 sur la base d'un appel d'offres du Reichsluftfahrtministerium pour un biplace d'entraînement de faible puissance avec un moteur Zündapp 9-092 (de) de 50 ch. L'avion devait être conçu en utilisant la conception  semi-monocoque développée et brevetée par Hanns Klemm lui-même (DE 729100 du 06. novembre 1936) .
Deux prototypes furent créés (WNr. 1242, D-EPQH et WNr. 1243, D-ERHS), dont le premier prototype vola pour la première fois en septembre 1938 avec un British Salmson AD.9 (en) . Le deuxième prototype suivit en septembre 1938 avec le moteur Zundapp requis par le RLM. Les deux moteurs se sont avérés trop faibles pour la construction en semi-monocoque.
Bucher a ensuite soumis la construction globale à une réduction massive du poids. Entre autres choses, l'envergure a été réduite de 12,20 m à 10,92 m et l'aile elliptique complexe a été simplifiée en une construction rectangulaire. Le fuselage, composé à l'origine de trois éléments de coque, a été réduit à deux éléments de coque. Sur la base de la conception révisée, le RLM a commandé la construction d'une série pilote de dix avions à l'automne 1938.
Dès novembre 1938, le RLM cessa de soumissionner pour le biplace d'entraînement de faible puissance après qu'un examen de tous les modèles concurrents existants ait montré que l'excès de puissance pour l'entraînement des débutants était trop faible. Les Klemm Kl 105 V3 et V4, déjà en construction, furent achevés en 1939 et volèrent pour la première fois en juin 1939. Le Klemm Kl 105 V5, qui était également déjà en construction, n'a été achevé que pour le fuselage. Ses semi-monocoques ont ensuite été utilisées pour construire le premier prototype du Klemm Kl 107 (de). Les Klemm Kl 105 V6 à V12 prévus n'ont pas été construits.

## Construction
L'avion était une monocoque à aile basse cantilever dans une construction  semi-monocoque entièrement en bois, avec un châssis normal rigide non revêtu. L'équipage de deux hommes était assis côte à côte dans une cabine fermée. Le multiple de charge de rupture était de 7,2. Le moteur entraînait une hélice bipale rigide en bois de deux mètres de diamètre. Les panneaux d'aile extérieurs étaient pliables, donnant à l'avion une largeur de seulement 2,3 mètres lorsqu'il était garé . En raison de la guerre, seulement onze machines d'essai ont été fabriquées.

## Spécifications techniques
| paramètre               | Données du terminal Kl 105                                                        |
| ----------------------- | --------------------------------------------------------------------------------- |
| équipage                | 1                                                                                 |
| passagers               | 1                                                                                 |
| longueur                | 7.35m                                                                             |
| envergure               | 10.92m                                                                            |
| Hauteur                 | 2.0m                                                                              |
| zone de l'aile          | 15,0 m²                                                                           |
| étirement des ailes     | 8.0                                                                               |
| masse vide              | 340kg                                                                             |
| charge utile            | 220kg                                                                             |
| Max. masse de départ    | 560 kg                                                                            |
| chargement alaire       | 37kg/m²                                                                           |
| charge de performance   | 11 kg/ch                                                                          |
| performances de la zone | 3,3 CV/m²                                                                         |
| moteur                  | une Zundapp 9-092 avec 50 PS (37 kW) ou <br /> un Hirth HM 515 avec 65 PS (48 kW) |
| le carburant            | 55L                                                                               |
| vitesse de pointe       | 150km/h                                                                           |
| vitesse de croisière    | 135km/h                                                                           |
| vitesse d'atterrissage  | 65km/h                                                                            |
| taux de montée          | 1,8 m/s au niveau du sol                                                          |
| temps de montée         | 12 minutes à 1000 m                                                               |
| plafond de service      | 3000m                                                                             |
| Intervalle              | 500 kilomètres                                                                    |
| durée du vol            | 3,6 heures                                                                        |